# هارباخ
هارباخ (به آلمانی: Haarbach) یک شهر در آلمان است که در بایرن واقع شده‌است.

## خصوصیات
هارباخ ۴۷٫۷۱ کیلومترمربع مساحت دارد ۳۸۰ متر بالاتر از سطح دریا واقع شده‌است.